# Idris fulgens
Idris fulgens är en stekelart som beskrevs av Kononova och Mikhail Vasilievich Kozlov 2001. Idris fulgens ingår i släktet Idris och familjen Scelionidae. Inga underarter finns listade i Catalogue of Life.